# Кавак (Самсун)
Кава́к (тур. Kavak) — город и район в иле Самсун Турции. Высота над уровнем моря 654 м. Население района составляет 	
21 692 человек (2018).